# Lima (hrabstwo Pepin)
Lima – miasto w Stanach Zjednoczonych, w stanie Wisconsin, w hrabstwie Pepin.